# 生田目氏
生田目氏（なばためし）は、下野国生田目荘（現在の栃木県芳賀郡益子町生田目）を拠点とした一族。氏族は紀氏。

## 概要
- 一族の中では佐竹氏に家臣として仕えた生田目大蔵丞なども出た。
- 声優生天目仁美の先祖は武田勝頼に仕え、天目山の戦いで武田氏が玉砕した際、「武田軍はまだ生きている、負けていない」という意味をこめて「生天目」と名乗ったという[1]。